# Namangan
Namangan (IPA: [næmæŋˈɡæn]; cirill írással: Наманган) város Kelet-Üzbegisztánban, a Namangan régió közigazgatási, gazdasági és kulturális központja. A Ferganai-medenceben fekvő Namangan a 17. század óta fontos kézműves és kereskedelmi központ. A szovjet időkben nagyszámú gyár épült a városban. A második világháború alatt Namangan ipari termelése az 1926-1927-eshez képest ötszörösére nőtt. Jelenleg főként a könnyűipar, különösen az élelmiszeripar központja. A város népessége a 2014 évi adatok szerint 475 700 fő volt.

## Fekvése
A Ferganai-medence északi szélén, Kirgizisztán határától 30 km-re, Taskenttől 290 km-rel keletre fekvő település.

## Földrajza
Namangan 450 méteres tengerszint feletti magasságban helyezkedik el, a Qoradaryo és a Narin folyók a város déli peremén kívül egyesülnek a Szir-darjával.

## Éghajlata
Namangán hideg, félig száraz éghajlatú (Köppen éghajlati osztályozása: BSk) hideg telekkel és forró nyárral. Az átlagos júliusi hőmérséklet 26,3 °C (79,3 °F), míg januárban az átlagos hőmérséklet –2,3 °C (27,9 °F).

## Története
A város a helyi sóbányáknál alakult ki, neve a perzsa نمک‌کان (namak kan) - „egy sóbánya” névből származik.  A velencei etnográfus, Vlagyimir Petrovics Nalivkin (Kazany, 1886) a „Kokandi kánság rövid története” című könyvében írta, hogy Namangan neve már 1643-ban szerepelt a feljegyzésekben.
Namangan egy időben a karakhanid állam ujgur birodalmának részeként volt ismert. Akrsikat ősi városának lakosai, a városnak egy földrengés miatti súlyos sérülése után 1610-ben költöztek az akkori Namangan faluba, mely később várossá fejlődött. A 18. század közepe óta a város Kokand Kánátjának része.
Mint a Fergana-völgy sok más városa, eredetileg Namangan is a szogdiai nép által lakott volt, később perzsa nyelvű várossá vált. A térségbe a török nép beáramlása a késő középkortól kezdődően a régió és a város fokozatos eltörökösödéséhez vezetett. A 19. század közepéig Namangan még mindig nagyszámú tadzsik többséggel rendelkezett.
1926-ban romboló földrengés sújtotta a várost, amely 34 embert megölt, 72 megsérült, és 4850 házat pusztított el.
Üzbegisztán 1991-ben való függetlensége óta Namangan az iszlám vallás helyi központja lett, sok mecset és iskola építését finanszírozták a közel-keleti országokból származó szervezetek, köztük a szaúd-arábiai szélsőséges vahabita szekták.

## Gazdasága
Namangan fontos ipari központ, területén jelentős mennyiségű kőolaj, arany, réz és kvarc található. A város az olajipar központja, közelében egy antimonbányával is. A mezőgazdasági szektort a gyapot, gyümölcs és zöldség termesztése uralja. A szükséges mennyiségű vizet a Szir-darja északi Fergana-csatornájából nyerik.

## Nevezetességek
- Természeti és történelmi múzeuma
- Mulla Qirgʻiz medresze (1910).
- Xoʻja Amin mauzóleuma

## Itt születtek, itt éltek
- Szergej Szirzov (1966), orosz súlyemelő
- Odil Ahmedov (1987), labdarúgó